# Vícenice u Náměště nad Oslavou
Vícenice u Náměště nad Oslavou (in tedesco Witzenitz) è un comune ceco situato nel distretto di Třebíč, nella regione di Vysočina.